# خالد سالم
خالد جمال عبد الرحمن سالم (ولد في 17 نوفمبر 1989) لاعب كرة قدم دولي فلسطيني من مدينة طولكرم الفلسطينية، يجيد اللعب في مركز المهاجم. يلعب حاليًا لصالح مركز شباب بلاطة في الدوري الفلسطيني الممتاز للضفة الغربية منذ 2022.

## النشأة
ولد خالد جمال عبد الرحمن سالم في مدينة طولكرم بالضفة الغربية بتاريخ 17 نوفمبر 1989.

## المسيرة الرياضية

### الأندية
تعلم سالم كرة القدم في مركز طولكرم وتم تصعيده للفريق الأول في عام 2007. في موسم 2008-2009 ساهم سالم في احتلال مركز طولكرم المركز الرابع في الدوري الفلسطيني الممتاز للضفة الغربية برصيد 42 نقطة بفارق 7 نقاط فقط عن البطل ترجي واد النيص. وكان نظام بطولة الدوري في هذا الموسم عبارة عن دوري تصنيفي وبالتالي فإن مركز طولكرم بقي في الدرجة الممتازة أ. وفي بطولة درع الاتحاد الفلسطيني ساهم سالم في وصول مركز طولكرم إلى الدور الربع النهائي حيث خسر من شباب الخليل 2-3. وفي بطولة كأس فلسطين ساهم سالم في وصول مركز طولكرم إلى الدور الثمن النهائي ولكنه واجه شباب الخليل مجددا الذي أخرجه بتغلبه عليه بنتيجة 1-3. في الموسم التالي 2009-2010 تراجع مستوى سالم مع مركز طولكرم حيث احتل المركز السابع برصيد 32 نقطة. في موسمه الأخير مع مركز طولكرم 2010-2011 ففي بطولة دوري المحترفين لأندية المحافظات الشمالية تراجع مستوى مركز طولكرم كثيرا واحتل المركز العاشر برصيد 21 نقطة بفارق نقطة واحدة عن منطقة الهبوط. وفي بطولة بطولة درع الاتحاد الفلسطيني احتل مركز طولكرم المركز الثالث برصيد 8 نقاط بفارق نقطتين عن المركز الثاني المؤهل للدور النصف النهائي. وفي بطولة كأس فلسطين لأندية المحترفين - للضفة الغربية احتل مركز طولكرم المركز الرابع في المجموعة الثانية برصيد 4 نقاط بفارق 9 نقاط عن صاحب المركز الثاني وبالتالي خرج من منافسات البطولة.
في 1 يوليو 2011 انتقل سالم من مركز طولكرم إلى نادي شباب الظاهرية. في موسمه الأول 2011-2012 وفي بطولة دوري جوال فلسطين للمحترفين ساهم سالم في احتلال شباب الظاهرية المركز الثالث برصيد 34 نقطة بفارق 11 نقطة عن البطل هلال القدس. وفي بطولة كأس ياسر عرفات لأندية المحافظات الشمالية ساهم سالم في تتويج شباب الظاهرية بالبطولة بعدما تغلب في المباراة النهائية على مركز شباب الأمعري بركلات الترجيح وبالتالي حقق سالم أولى بطولاته الشخصية. في موسمه الثاني 2012-2013 وفي بطولة كأس السوبر الفلسطيني لأندية المحافظات الشمالية ساهم سالم في تتويج شباب الظاهرية بالبطولة بعدما تغلب على هلال القدس 2-1 ليحقق ثاني بطولاته الشخصية. في بطولة دوري جوال فلسطين للمحترفين ساهم سالم في تتويج شباب الظاهرية بالبطولة بعدما تصدر الترتيب برصيد 51 نقطة بفارق 8 نقاط عن وصيفه هلال القدس ليحقق سالم ثالث بطولاته الشخصية. في بطولة كأس ياسر عرفات لأندية المحافظات الشمالية احتل شباب الظاهرية المركز الثاني في المجموعة الثالثة برصيد 5 نقاط ليفشل في التأهل إلى الدور النصف النهائي. وفي بطولة كأس فلسطين لأندية الضفة الغربية ساهم سالم في وصول شباب الظاهرية إلى الدور الثمن النهائي حيث خسر من مركز شباب الأمعري 0-2. وفي مشاركة سالم القارية الأولى في بطولة كأس الاتحاد العربي للأندية وفي الدور التمهيدي ساهم في فوز شباب الظاهرية في على العروبة العماني 3-1 في مجموع المباراتين ولكنه خسر في الدور الثمن النهائي من القوة الجوية العراقي 0-4.
في موسمه الثالث والأخير مع شباب الظاهرية 2013-2014 فشل سالم في ترك أثر في شباب الظاهرية ليخسر بطولة كأس السوبر الفلسطيني بعد خسارته من شباب الخليل بركلات الترجيح. في 1 نوفمبر 2013 انتقل سالم من شباب الظاهرية إلى مركز طولكرم (درجة أولى) بالإعارة حتى نهاية الموسم. في بطولة دوري الدرجة الأولى - محترفين جزئي - الضفة الغربية ساهم سالم في احتلال مركز طولكرم المركز الرابع برصيد 48 نقطة بفارق نقطة واحدة عن صاحب المركز الثاني المؤهل للصعود إلى الدرجة الممتازة. وفي بطولة كأس فلسطين لأندية الضفة الغربية خرج مركز طولكرم من مباراته الأولى بخسارته في الدور 32 من شباب يطا 2-3.
في 1 يوليو 2014 انتقل سالم من شباب الظاهرية إلى هلال القدس (الدرجة الممتازة). في بطولة كأس السوبر الفلسطيني لأندية المحافظات الشمالية ساهم سالم في تتويج هلال القدس بالبطولة بعدما تغلب على ترجي واد النيص 3-0 ليحقق رابع بطولاته الشخصية. وفي بطولة دوري جوال فلسطين للمحترفين ساهم سالم في احتلال هلال القدس المركز الثالث برصيد 43 نقطة بفارق 5 نقاط عن البطل شباب الظاهرية علما بأنه يعتبر هذا الأمر تطور في مستوى هلال القدس الذي احتل المركز الثامن في الموسم السابق. وفي بطولة كأس ياسر عرفات لأندية المحافظات الشمالية ساهم سالم في تتويج هلال القدس بالبطولة بعدما تغلب في المباراة النهائية على شباب يطا 3-1 علما بأن سالم سجل هدف في الدور النصف النهائي. وفي بطولة كأس فلسطين لأندية الضفة الغربية ساهم سالم في وصول هلال القدس إلى الدور الثمن النهائي حيث خسر من أهلي الخليل 1-3. وفي بطولة كأس الاتحاد الآسيوي بسبب انسحاب مانانغ مارشيانغدي النيبالي فإن هلال القدس انتقل من الدور التمهيدي الأول إلى الدور التمهيدي الثاني حيث خسر من الجيش السوري بركلات الترجيح ليخرج من منافسات البطولة مبكرا.
في موسمه الثاني 2015-2016 وفي بطولة دوري الوطنية موبايل للمحترفين - فلسطين تراجع مستوى هلال القدس مجددا ليحتل المركز الثامن برصيد 27 نقطة بفارق نقطتين عن منطقة الهبوط. واستطاع سالم تسجيل 6 أهداف مما جعله يحتل المركز 12 على قائمة الهدافين. وفي بطولة كأس فلسطين لأندية الضفة الغربية ساهم سالم في وصول هلال القدس إلى المباراة النهائية حيث خسر من شباب الخليل 0-3 علما بأنه سجل هدفين في هذه البطولة. وفي بطولة كأس ياسر عرفات لأندية المحافظات الشمالية وعلى الرغم من تسجيل سالم هدف واحد إلا أن هلال القدس احتل المركز الثاني في المجموعة الرابعة وبالتالي فشل في التأهل إلى الدور النصف النهائي.
في موسمه الثالث 2016-2017 وفي بطولة دوري الوطنية موبايل للمحترفين - فلسطين ساهم سالم في تتويج هلال القدس بالبطولة بعدما تصدر الترتيب برصيد 46 بفارق 7 نقاط عن وصيفه ثقافي طولكرم ليحقق سالم خامس بطولاته الشخصية. وسجل سالم خلال مباريات البطولة 3 أهداف. وفي بطولة كأس فلسطين لأندية الضفة الغربية خرج هلال القدس بطريقة مفاجئة من مباراته الأولى عندما خسر من جمعية الشباب المسلمين (الدرجة الأولى) بركلات الترجيح علما أن سالم سجله ركلته الترجيحية. وفي بطولة كأس ياسر عرفات لأندية المحافظات الشمالية ساهم سالم في وصول هلال القدس إلى الدور النصف النهائي حيث خسر من شباب الخليل بركلات الترجيح.
في موسمه الرابع والأخير 2017-2018 ساهم سالم في تتويج هلال القطس ببطولة كأس السوبر الفلسطيني لأندية المحافظات الشمالية بعدما تغلب على أهلي الخليل 2-1 ليحقق سالم سادس بطولاته الشخصية. وفي بطولة كأس ياسر عرفات لأندية المحافظات الشمالية ساهم سالم في وصول هلال القدس إلى الدور النصف النهائي عندما خسر من شباب السموع بركلات الترجيح. وفي بطولة دوري الوطنية موبايل للمحترفين - فلسطين ساهم سالم في جمع هلال القدس 17 نقطة من 8 مباريات.
في 1 يناير 2018 انتقل سالم من هلال القدس إلى مركز طولكرم (الدرجة الأولى) حتى نهاية الموسم. في بطولة دوري الدرجة الأولى - محترفين جزئي - الضفة الغربية ساهم سالم في احتلال مركز طولكرم المركز الثاني برصيد 44 نقطة بفارق 4 نقاط عن البطل مركز شباب الأمعري ليصعدا معا إلى الدرجة الممتازة. وكان سالم سجل 6 أهداف في 11 مباراة. وفي بطولة كأس فلسطين لأندية الضفة الغربية ساهم سالم في وصول مركز طولكرم إلى الدور الربع النهائي حيث خسري من مركز شباب بلاطة (درجة ممتازة) 0-6.
في 1 يوليو 2018 انتقل سالم في صفقة انتقال حر من مركز طولكرم إلى مركز شباب بلاطة. في بطولة دوري أوريدو لأندية المحترفين ساهم سالم في احتلال مركز شباب بلاطة المركز الثالث برصيد 43 نقطة بفارق نقطتين عن البطل هلال القدس. وهو ما يعد تطورا في المستوى حيث احتل الفريق المركز السابع في الموسم السابق. وتوج سالم هدافا للبطولة برصيد 17 هدف منها ثلاثة أهداف عن طريق ركلات الجزاء ليحقق أولى جوائزه الشخصية. وفي بطولة كأس فلسطين لأندية الضفة الغربية ساهم سالم في تتويج مركز شباب بلاطة بالبطولة بعدما تغلب في المباراة النهائية على مركز شباب الأمعري 2-1 حيث سجل سالم هدف الفوز عن طريق ركلة جزاء في الدقيقة 71 وهو هدفه الثالث في البطولة وليحقق سالم سابع بطولاته الشخصية. وبأهدافه الثلاثة منها اثنان عن طريق ركلات الجزاء اعتلى سالم صدارة هدافين البطولة ليتوج بثاني جوائزه الشخصية. تأهل مركز شباب بلاطة للعب على المباراة النهائية لكأس فلسطين أمام خدمات رفح حيث استطاع سالم بهدفه في إدراك التعادل 1-1 في مباراة الذهاب خارج ملعبه ولكن في مباراة الإياب تم تأجيلها عدة مرات حتى تم إلغاء البطولة. من خلال الهدف الذي سجله فإن سالم توج هدافا لبطولة كأس فلسطين ليحقق ثالث جوائزه الشخصية.
في 1 يوليو 2019 قرر سالم خوض أول تجارب الاحتراف الخارجي عندما وافق على الانتقال من مركز شباب بلاطة إلى صحم العماني (الدرجة الممتازة). في بطولة كأس السلطان ساهم سالم في وصول صحم إلى الدور الثمن النهائي حيث خسر من النصر بركلات الترجيح. وفي بطولة كأس الاتحاد العماني ساهم سالم في احتلال صحم المركز الثالث في المجموعة الأولى برصيد 6 نقاط وبالتالي الفشل في التأهل إلى الدور النصف النهائي. وفي بطولة الدوري العماني عمانتل ساهم سالم في جمع صحم 23 نقطة من 13 مباراة.
في 1 يناير 2020 انتقل سالم من صحم إلى شباب الخليل. في بطولة دوري المحترفين الفلسطيني ساهم سالم في احتلال شباب الخليل المركز الرابع برصيد 36 نقطة بفارق 15 نقطة عن البطل مركز شباب بلاطة. واستطاع سالم تسجيل 11 هدف في 11 مباراة وبالتالي احتلال المركز الرابع في قائمة الهدافين. وفي بطولة كأس فلسطين لأندية الضفة الغربية خسر شباب الخليل في الدور 32 من مركز نور شمس (الدرجة الأولى) 1-2 ليخرج من منافسات البطولة.
في 1 يوليو 2020 انتقل سالم من شباب الخليل إلى مركز طولكرم (الدرجة الأولى) في صفقة انتقال حر. في بطولة دوري الدرجة الأولى - الضفة الغربية ساهم سالم في احتلال مركز طولكرم المركز الثالث برصيد 40 نقطة بفارق نقطتين عن المتصدر إسلامي قلقيلية وذلك قبل جولتين من نهاية البطولة (بعد لعب الجولتين توج مركز طولكرم بالبطولة بعد تصدره الترتيب برصيد 46 نقطة وصعد إلى الدرجة الممتازة). وتوج سالم هدافا للبطولة بعدما سجل 20 هدف منها 9 أهداف من ركلات الجزاء ليتوج برابع جوائزه الشخصية.
في 1 أبريل 2021 انتقال سالم من مركز طولكرم إلى مركز شباب بلاطة في صفقة انتقال حر. في بطولة دوري المحترفين الفلسطيني لعب سالم آخر 3 مباريات في البطولة ليساهم في احتلال مركز شباب بلاطة المركز الثاني برصيد 43 نقطة بفارق 9 نقاط عن البطل شباب الخليل. وفي بطولة كأس الاتحاد الآسيوي احتل مركز شباب بلاطة المركز الرابع والأخير في المجموعة الثانية التي أقيمت بنظام التجمع في الأردن بسبب انتشار جائحة كورونا علما بأن سالم سجل 3 أهداف (هاتريك) وكانت في مباراة واحدة ضد المحرق البحريني. وقام سالم بإهداء هذه الأهداف الثلاثة لشهداء فلسطين.
في 31 مايو 2021 أتم الحد من الدوري البحريني الممتاز تعاقده مع سالم لتمثيل الفريق بداية من موسم 2021-2022 في عقد يمتد لموسم واحد فقط قابل للتجديد. في بطولة الدوري الممتاز ساهم في جمع فريقه 7 نقاط في 7 مباريات محتلا المركز السابع بفارق نقطة واحدة عن منطقة الهبوط. وفي بطولة كأس ملك البحرين ساهم في وصول فريقه إلى الدور الربع النهائي عندما خسر من الخالدية 0-3. وكان سالم سجل هدف واحد في هذه البطولة. في 7 يناير 2022 قرر الحد فسخ العقد مع اللاعب مع دفع قيمة الشرط الجزائي.

### المنتخبات
خاض أول مباراة دولية له ضد إندونيسيا يوم 22 أغسطس 2011.
شارك سالم في بطولة كرة القدم في دورة الألعاب العربية 2011 التي أقيمت في قطر حيث وقع فلسطين في المجموعة الثالثة حيث احتل المركز الثاني برصيد 4 نقاط وبالتالي تأهل إلى الدور النصف النهائي حيث خسر من البحرين 1-3 وفي مباراة تحديد صاحب الميدالية البرونزية خسر من الكويت 0-3 بعد وقت إضافي. وقد لعب سالم جميع مباريات البطولة باستثناء المباراة الأخيرة أمام الكويت.
شارك سالم في بطولة كأس التحدي الآسيوي 2012 التي أقيمت في النيبال واستطاع سالم في أن يساهم في احتلال فلسطين المركز الثاني في المجموعة الرابعة برصيد 4 نقاط وبالتالي التأهل إلى الدور النصف النهائي حيث خسر من كوريا الشمالية 0-2 ثم خسر في مباراة تحديد صاحب المركز الثالث من الفلبين 3-4. لعب سالم مباراتين في بطولة وكانتا أمام النيبال المستضيف في دور المجموعة وكوريا الشمالية في الدور النصف النهائي.
في تصفيات كأس التحدي الآسيوي 2014 ساهم سالم بأهدافه الثلاثة (وهي أولى أهدافه الدولية مع فلسطين) في احتلال فلسطين المركز الأول برصيد 7 نقاط وبالتالي التأهل إلى نهائيات البطولة ولكنه لم يتم استدعائه للمشاركة فيها.
تم استدعاء سالم للمشاركة في بطولة كأس آسيا 2015 التي أقيمت في أستراليا. لعب سالم أساسيا في المباراة الثالثة والأخيرة في دور المجموعات والتي انتهت بالخسارة من العراق 0-2 ليحتل فلسطين المركز الرابع والأخير بدون رصيد من النقاط.
لعب سالم مباراتين مسجلا هدف واحد ليساهم في احتلال فلسطين المركز الثاني في المجموعة الرابعة برصيد 15 نقطة في تصفيات كأس آسيا 2019 – المرحلة الثالثة وبالتالي التأهل إلى نهائيات البطولة. تم استدعاء سالم ضمن قائمة فلسطين المشاركة في بطولة كأس آسيا 2019. وقد دخل سالم بديلا في المباراة الثانية التي انتهت بالخسارة من أستراليا 0-3 والمباراة الثالثة التي انتهت بالتعادل مع الأردن 0-0. وختام مشاركة فلسطين في البطولة فقد احتل المركز الثالث برصيد نقطتين.
في تصفيات كأس العالم 2022 – آسيا الجولة الثانية لعب سالم 3 مباريات من دون أن ينجح في تسجيل أي هدف ليساهم في احتلال فلسطين المركز الثالث في المجموعة الرابعة برصيد 10 نقاط ليخرج من منافسات تصفيات كأس العالم ولكنه تأهل إلى تصفيات كأس آسيا 2023 - الدور الثالث.

### الأهداف الدولية
| #  | تاريخ          | مكان                             | خصم                  | نتيجة | حصيلة | منافسة                                 |
| -- | -------------- | -------------------------------- | -------------------- | ----- | ----- | -------------------------------------- |
| 1. | 4 مارس 2013    | ملعب داسارات رانغاسالا، كاتماندو | جزر ماريانا الشمالية | 1–0   | 9–0   | تصفيات كأس التحدي الآسيوي 2014         |
| 2. | 4 مارس 2013    | ملعب داسارات رانغاسالا، كاتماندو | جزر ماريانا الشمالية | 6–0   | 9–0   | تصفيات كأس التحدي الآسيوي 2014         |
| 3. | 4 مارس 2013    | ملعب داسارات رانغاسالا، كاتماندو | جزر ماريانا الشمالية | 7–0   | 9–0   | تصفيات كأس التحدي الآسيوي 2014         |
| 4. | 26 مارس 2013   | ملعب دار المعمور، كوانتان        | ماليزيا              | 1–0   | 2–0   | مباراة ودية                            |
| 5. | 10 أكتوبر 2017 | ملعب دورا الدولي، دورا           | بوتان                | 7–0   | 10–0  | تصفيات كأس آسيا 2019 – المرحلة الثالثة |
| 6. | 6 أكتوبر 2018  | ملعب مقاطعة سيلهيت، سيلهيت       | نيبال                | 1–0   | 1–0   | كأس بانغاباندو 2018                    |

## الألقاب والجوائز

### الأندية
- شباب الظاهرية
  - الدوري الفلسطيني للمحترفين (1): 2012-13
  - كأس السوبر الفلسطيني (1): 2012
  - كأس ياسر عرفات لأندية المحافظات الشمالية (1): 2011-12
- هلال القدس
  - الدوري الفلسطيني للمحترفين (1): 2016-17
  - كأس السوبر الفلسطيني (2): 2014 - 2017
- مركز شباب بلاطة
  - كأس فلسطين لأندية الضفة الغربية (1): 2018-19

### الجوائز الشخصية
- هداف الدوري الفلسطيني للمحترفين (1): 2018-19 (17 هدف)
- هداف كأس فلسطين لأندية الضفة الغربية (1): 2018-19 (3 أهداف)
- هداف كأس فلسطين (1): 2019 (1 هدف)
- هداف دوري الضفة الغربية الدرجة الأولى (1): 2020-21 (20 هدف)

## إحصائيات

### الأندية
| النادي         | الموسم         | الدوري         | الدوري  | الدوري  | الكأس الوطني | الكأس الوطني | كأس الدوري | كأس الدوري | أخرى    | أخرى    | المجموع | المجموع |
| النادي         | الموسم         | الدرجة         | مباريات | الأهداف | مباريات      | الأهداف      | مباريات    | الأهداف    | مباريات | الأهداف | مباريات | الأهداف |
| -------------- | -------------- | -------------- | ------- | ------- | ------------ | ------------ | ---------- | ---------- | ------- | ------- | ------- | ------- |
| الحد           | 2021           | الدوري الممتاز | 7       | 0       | 2            | 1            | 0          | 0          | 0       | 0       | 9       | 1       |
| الإجمالي الكلي | الإجمالي الكلي | الإجمالي الكلي | 7       | 0       | 2            | 1            | 0          | 0          | 0       | 0       | 9       | 1       |

## روابط خارجية
- خالد سالم على موقع قاعدة بيانات كرة القدم.إي يو (الإنجليزية)
- خالد سالم على موقع ناشيونال فوتبول تيمز (الإنجليزية)
- خالد سالم على موقع Soccerway.com (الإنجليزية)